# Coppa Italia 2022-2023 (hockey su pista)
La Coppa Italia 2022-2023 è stata la 53ª edizione della principale coppa nazionale italiana di hockey su pista. La competizione ha avuto luogo con la formula del torneo a eliminazione diretta dall'11 gennaio al 19 marzo 2023; le semifinali e la finale si sono disputate presso il PalaDante di Trissino.
Il trofeo è stato conquistato dal Trissino per la seconda volta nella sua storia.

## Squadre partecipanti
| Qualificazione                                   | Club            |
| ------------------------------------------------ | --------------- |
| 1ª classificata in Serie A1 nel girone di andata | Trissino        |
| 2ª classificata in Serie A1 nel girone di andata | Amatori Lodi    |
| 3ª classificata in Serie A1 nel girone di andata | Grosseto        |
| 4ª classificata in Serie A1 nel girone di andata | Bassano         |
| 5ª classificata in Serie A1 nel girone di andata | Sarzana         |
| 6ª classificata in Serie A1 nel girone di andata | Follonica       |
| 7ª classificata in Serie A1 nel girone di andata | Forte dei Marmi |
| 8ª classificata in Serie A1 nel girone di andata | Vercelli        |

## Risultati

### Tabellone
|  | Quarti di finale | Quarti di finale | Quarti di finale |              |          | Semifinali   | Semifinali | Semifinali |  |  | Finale | Finale   | Finale |
|  |                  |                  |                  |              |          |              |            |            |  |  |        |          |        |
|  | 1                | Trissino         | 13               |              |          |              |            |            |  |  |        |          |        |
|  | 8                | Vercelli         | 2                |              |          |              |            |            |  |  |        |          |        |
|  | 8                | Vercelli         | 2                |              | 1        | Trissino     | 6          |            |  |  |        |          |        |
|  |                  |                  |                  |              | 1        | Trissino     | 6          |            |  |  |        |          |        |
|  |                  | 4                | Bassano          | 0            |          |              |            |            |  |  |        |          |        |
|  | 4                | 4                | Bassano          | 0            | Bassano  | 3            |            |            |  |  |        |          |        |
|  | 4                |                  |                  |              | Bassano  | 3            |            |            |  |  |        |          |        |
|  | 5                | Sarzana          | 2                |              |          |              |            |            |  |  |        |          |        |
|  |                  |                  |                  |              |          |              |            |            |  |  | 1      | Trissino | 1(2)   |
|  |                  |                  | 2                | Amatori Lodi | 1(0)     |              |            |            |  |  |        |          |        |
|  | 2                | Amatori Lodi     | 2                |              |          |              |            |            |  |  |        |          |        |
|  | 7                | Forte dei Marmi  | 0                |              |          |              |            |            |  |  |        |          |        |
|  | 7                | Forte dei Marmi  | 0                |              | 2        | Amatori Lodi | 3          |            |  |  |        |          |        |
|  |                  |                  |                  |              | 2        | Amatori Lodi | 3          |            |  |  |        |          |        |
|  |                  | 3                | Grosseto         | 0            |          |              |            |            |  |  |        |          |        |
|  | 3                | 3                | Grosseto         | 0            | Grosseto | 6            |            |            |  |  |        |          |        |
|  | 3                |                  |                  |              | Grosseto | 6            |            |            |  |  |        |          |        |
|  | 6                | Follonica        | 5                |              |          |              |            |            |  |  |        |          |        |

### Quarti di finale
| Arbitri: | Davoli (Modena) Ferraro (Bassano del Grappa) |

| |            |                               |
| João Pinto 8'42" 39'18" 42'18" D. Gavioli 12'59" 20'20" Ipiñazar 19'57" 39'10" Méndez 22'50" 47'21" Malagoli 25'42" 43'04" Schiavo 32'00" G. Cocco 44'51" | Marcatori  | 11'22" Tataranni 21'56" Neves |
| A. Bertolucci | Allenatori | Punset                        |

| Arbitri: | Brambilla (Agrate Brianza) Rondina (Vercelli) |

|                                          |            |                         |
| Baggio 13'05" Scuccato 19'01" Coy 23'37" | Marcatori  | 21'29" 32'06" J. García |
| Viterbo                                  | Allenatori | P. De Rinaldis          |

| Arbitri: | Galoppi (Follonica) Hyde (Breganze) |

|                                  |            |        |
| Fernandes 15'56" Barbieri 38'37" | Marcatori  |        |
| Bresciani                        | Allenatori | Molina |

| Arbitri: | Barbarisi (Salerno) Ferrari (Viareggio) |

|                                                                           |            |                                                                |
| Saavedra 18'41" 47'45" 56'18" De Oro 21'50" Rodríguez 32'56" Mount 43'19" | Marcatori  | 11'49" 32'34" D. Banini 16'49" 28'16" F. Banini 39'34" Cancela |
| Achilli                                                                   | Allenatori | Sérgio Silva                                                   |

### Semifinali
| Arbitri: | Fronte (Novara) Hyde (Breganze) |

|                                             |            |         |
| Faccin 50'30" Fantozzi 59'14" Nájera 59'57" | Marcatori  |         |
| Bresciani                                   | Allenatori | Achilli |

| Arbitri: | Eccelsi (Novara) Rago (Giovinazzo) |

|                                                           |            |         |
| Méndez 13'39" 18'00" 23'38" 24'41" Malagoli 31'38" 43'28" | Marcatori  |         |
| A. Bertolucci                                             | Allenatori | Viterbo |

### Finale
| Arbitri: | Ferrari (Viareggio) Galoppi (Follonica) |

|                          |                      |                                     |
| J. Galbàs 51'55"         | Marcatori            | 55'44" Fernandes                    |
| G. Cocco Malagoli Méndez | Tiri di rigore 2 – 0 | Fernandes Barbieri Faccin Antonioni |

| Trissino              |    |                    |
|                       |    |                    |
| P                     | 1  | Stefano Zampoli    |
| E                     | 17 | João Pinto         |
| E                     | 55 | Joan Galbàs        |
| E                     | 66 | Jordi Méndez       |
| E                     | 87 | Francisco Ipiñazar |
| E                     | 6  | Andrea Malagoli    |
| E                     | 7  | Giulio Cocco       |
| E                     | 11 | Filippo Schiavo    |
| E                     | 16 | Cristian Rubega    |
| P                     | 10 | Giovanni Bovo      |
| Allenatore:           |    |                    |
| Alessandro Bertolucci |    |                    |

| Amatori Lodi        |    |                     |
|                     |    |                     |
| P                   | 12 | Valentín Grimalt    |
| E                   | 4  | Lorenzo Giovannetti |
| E                   | 5  | Alessandro Faccin   |
| E                   | 7  | Pablo Nájera        |
| E                   | 63 | Morgan Antonioni    |
| E                   | 9  | Filipe Fernandes    |
| E                   | 17 | Nicolas Barbieri    |
| E                   | 54 | Andrea Fantozzi     |
| E                   | 68 | Liam Bozzetto       |
| P                   | 49 | Riccardo Porchera   |
| Allenatore:         |    |                     |
| Pierluigi Bresciani |    |                     |